# Teddy Petersen

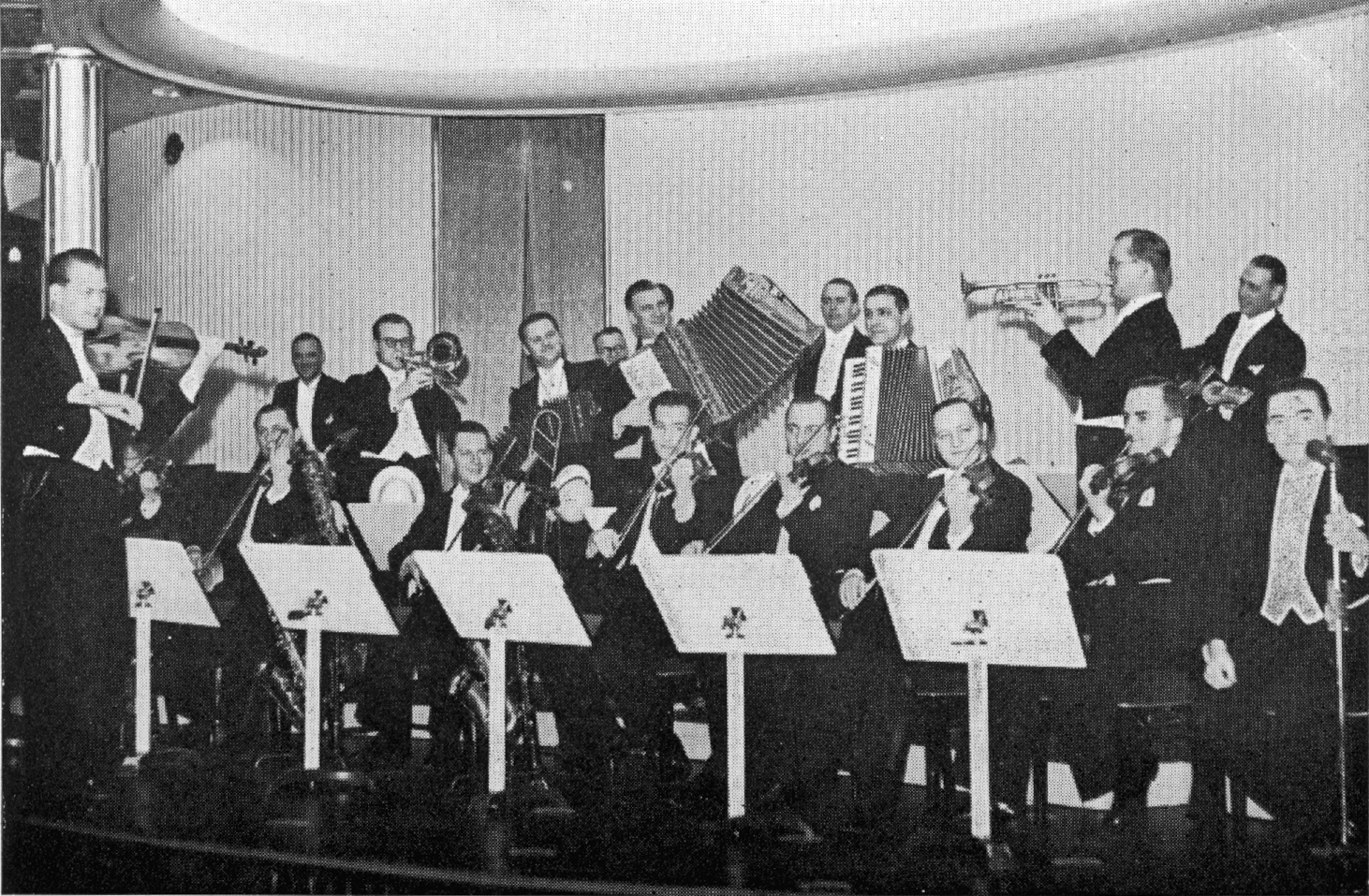
Teddy Petersen (längst till vänster) med sin orkester cirka 1941.

Teddy Petersen (fullständigt namn Theodor Marius Christian Petersen Sørensen), född 21 november 1892 i Köpenhamn, död 15 april 1991, var en dansk orkesterledare och musiker (violinist).

## Liv och karriär
Petersen, vilken blev nästan hundra år, beskrevs redan 1941 av sin kollega Otto Lington (i dennes bok Jazz skal der til) som "en fast institution i dansk Musikliv". Enligt Lington började Petersen sin karriär som professionell musiker redan då han vid tretton års ålder blev  "piberdreng" vid Den Kongelige Livgarde. Efter tre år som sådan for han 1910 till USA där han spelade i olika biograforkestrar i New York, bland annat på Strand Theatre på Broadway. Han återvände till Danmark 1918 och bedrev formella studier vid konservatoriet i Köpenhamn. Parallellt blev han konsertmästare i Carl Johan Meinungs orkester på den fashionabla restaurang Wivex på Tivoli i Köpenhamn.
I början av 1920-talet bildade Petersen en egen orkester vilken fick engagemang i bland annat Århus och Ålborg. 1927 återkom han till Köpenhamn och fick arbete vid "Marmorhaven" på hotell Palace, en plats han behöll i tre år. 1931 återvände han så till Wivex för ett engagemang som varade ända till 1946 (då restaurangen förstördes i en brand) och definitivt gjorde honom till ett känt namn. Han medverkade också flitigt i radio och på grammofonskiva (runt tusen inspelningar) samt turnerade, bland annat i Sverige.
1948 blev Petersen ledare för Danmarks Radios underhållningsorkester.
Petersen ligger begraven på Holmens kyrkogård på Østerbro

## Filmografi (roller i urval)
- 1938 – Milly, Maria och jag (Mario, kapellmästaren för Mario-Band)
- 1939 – Rosor varje kväll (orkesterledare)

## Filmografi (musiker, dirigent, i urval)
- 1937 – Mille, Marie og mig
- 1939 – Komtessen på Steenholt
- 1940 – Familien Olsen
- 1940 – Sørensen og Rasmussen
- 1940 – En flicka hela da'n
- 1941 – Alle går rundt og forelsker sig
- 1941 – Fröken Kyrkråtta
- 1941 – Far skal giftes
- 1942 – En herre i kjole og hvidt
- 1942 – Lykken kommer
- 1942 – Alle mand på dæk
- 1942 – Frk. Vildkat
- 1943 – Alt for karrieren
- 1944 – Biskoppen
- 1944 – Det bødes der for
- 1945 – Man elsker kun een gang
- 1947 – Calle og Palle
- 1960 – Eventyrrejsen